# El último verano de la Boyita
El último verano de la Boyita es una película argentina de contenido LGBT+, de 2009, escrita y dirigida por Julia Solomonoff, que trata de una persona intersexual al entrar en la adolescencia, que enfrenta su identidad mientras pasa un verano en el campo. Resultó multipremiada en los festivales de Cartagena, Ceará, Kerala, Miami y Sofía.

## Argumento
Jorgelina es una niña que está ingresando en la adolescencia, despertando preguntas, inseguridades y miedos. Tiene una hermana más grande que ya lo ha hecho, que centra su interés en los varones y que ya no comparte su tiempo con ella. Decide pasar el verano en el campo de su familia, en Entre Ríos, donde está La Boyita, una vieja casa rodante que ha sido su refugio y el lugar de sus juegos y fantasías infantiles. En el campo espera encontrarse con Mario, hijo de uno de los trabajadores del campo que también trabaja en las tareas rurales, de quien es amiga desde chicos. Mario también está entrando en la adolescencia y es objeto de un evidente silencio por parte de los adultos, que se refieren a «el asunto». Obviamente, al crecer y volverse adolescente, Mario no encaja en lo que se espera del género masculino con el que ha sido inscripto al nacer, generando enojo y vergüenza en su padre. Jorgelina se acerca a él, lo acompaña, lo abraza. Para ella, Mario no es un caso clínico, y cada vez que lo describen así, se tapa las orejas. En ese verano Jorgelina y Mario se enfrentarán sin prejuzgamientos ni estereotipos, a sus respectivos cuerpos. Al terminar las vacaciones Jorgelina ha crecido y ya no volverá a jugar en La Boyita.

## Reparto
- Guadalupe Alonso (Jorgelina)
- Gabo Correa  (Eduardo, padre de Jorgelina)
- María Clara Merendino (Luciana, hermana de Jorgelina)
- Mirella Pascual (Elba, madre de Mario)
- Guillermo Pfening (Héctor)
- Sylvia Tavcar (Silvia)
- Arnoldo Treise (Oscar, padre de Mario)
- Nicolás Treise (Mario)

## Premios y nominaciones
- 2009: Buenos Aires Festival Internacional de Cine independiente (BAFICI)
  - Nominada como Mejor Película
- 2009: Festival de Cine de Tsalónica
  - Nominado. Mejor Película
- 2009: Festival de Cine de Zúrich
  - Nominado. Mejor Película
- 2010: Academia de las Artes y Ciencias Cinematográficas de la Argentina.
  - Nominación como Mejor Revelación Masculina (Nicolás Treise)
- 2010: Premios Cóndor (Asociación Argentina de Críticos de Cine)
  - Nominada como Mejor Actriz de Reparto (Mirella Pascual)
  - Nominada como Mejor Revelación Femenina (Guadalupe Alonso)
  - Nominada como Mejor Revelación Masculina (Nicolás Treise)
- 2010: Festival de Cine de Cartagena
  - Ganadora del India Catalina de Oro por Mejor Actriz de Reparto (Mirella Pascual)
  - Ganador Mejor Fotografía (Lucio Bonelli)
  - Ganador del Premio Especial del Jurado
  - Nominada como Mejor Película
- Festival de Cine Íberoamericano de Ceará
  - Ganador Mejor Film
  - Ganador Mejor Edición
  - Ganador Mejor Sonido
- Festival de Cine Internacional de Kerala
  - Ganador Mejor Director
  - Nominado Mejor Película
- 2010: Festival de Cine de Miami
  - Ganador Mejor Guion
  - Nominado Mejor Película Íberoamericana
- 2010: Festival Internacional de Cine de Sofía 
  - Ganador. Premio Especial del Jurado